# Nowiny (Świętajno)
Nowiny (deutsch Neusaß) ist ein kleiner Ort in der polnischen Woiwodschaft Ermland-Masuren, der zur Landgemeinde Świętajno (Schwentainen) im Kreis Olecko (Oletzko/Treuburg) gehört.

## Geographische Lage
Nowiny liegt im Nordosten der Woiwodschaft Ermland-Masuren am Südostrand des Borkener Forsts (auch: Borker Heide, polnisch: Puszcza Borecka). Die Kreisstadt Olecko (Marggrabowa, 1928 bis 1945 Treuburg) ist in 16 Kilometern in südöstlicher Richtung zu erreichen.

## Geschichte
Im Jahre 1815 erfuhr die kleine Siedlung Neusaß ihre Gründung. Im Grunde bestand der Ort lediglich aus einem großen Hof. Neusaß war dem Gut Czychen (polnisch: Cichy) zugeordnet. Czychen war seit 1874 Amtsdorf und namensgebend für einen Amtsbezirk, der 1939 in „Amtsbezirk Bolken“ umbenannt – bis 1945 bestand und zum Kreis Oletzko (ab 1939 „Landkreis Treuburg“) im Regierungsbezirk Gumbinnen der preußischen Provinz Ostpreußen gehörte.
In Kriegsfolge kam Neusaß 1945 mit dem gesamten südlichen Ostpreußen zu Polen und bekam die polnische Namensform „Nowiny“. Es ist heute eine kleine, unscheinbare Siedlung im Verbund der Landgemeinde Świętajno (Schwentainen) im Powiat Olecki, bis 1998 der Woiwodschaft Suwałki, seither der Woiwodschaft Ermland-Masuren zugehörig.

## Religionen
Neusaß war vor 1945 mit seiner mehrheitlich evangelischen Bevölkerung in das Kirchspiel Czychen (1938 bis 1945: Bolken, polnisch: Cichy) eingepfarrt und gehörte zum Kirchenkreis Marggrabowa/Treuburg in der Kirchenprovinz Ostpreußen der Kirche der Altpreußischen Union.
Heute sind die Einwohner Nowinys fast ausschließlich katholischer Konfession. Pfarrkirche ist die einst evangelische Dorfkirche in Cichy, deren Pfarrei zum Dekanat Olecko - Niepokolanego Poczęcia Najświętszej Maryi Panny im Bistum Ełk der Katholischen Kirche in Polen gehört.

## Verkehr
Nowiny liegt abseits vom großen Verkehrsgeschehen und ist über eine Nebenstraße zu erreichen, die von Cichy über Cichy Młyn direkt in den Ort führt. Vor 1945 war Griesen (polnisch: Gryzy) die nächste Bahnstation. Sie lag an der – inzwischen nicht mehr betriebenen – Bahnstrecke Marggrabowa/Treuburg–Kruglanken (Olecko–Kruklanki).